# Bór Górny
Bór Górny – towarowa stacja kolejowa położona w Sosnowcu, w dzielnicy Bór, należąca do spółki Maczki-Bór S.A. Przez stację przechodzi linia nr 405 (Bór Górny – Jęzor Centralny JCC – Dąbrowa – Kosztowy – Hołdunów), której zarządcą jest spółka Infra Silesia S.A.. Na jej terenie znajduje się lokomotywownia.